# Black Mountain (Kentucky)
Pour les articles homonymes, voir Black Mountain.
Black Mountain est un sommet s'élevant à 1 262 mètres d'altitude dans le comté de Harlan et constituant plus point culminant du Kentucky, aux États-Unis. Il a une hauteur d'environ 750 mètres. Il se trouve près de la frontière avec la Virginie, juste au-dessus des villes de Lynch (Kentucky) et d'Appalachia (Virginie). Il est environ 150 m plus haut que toute autre montagne du Kentucky[réf. nécessaire].